# Hajtóka
Hajtóka (szlovákul: Hajtovka, ukránul Hajtúvka) község Szlovákiában, az Eperjesi kerület Ólublói járásában.

## Fekvése
Ólublótól 6 km-re keletre, a Poprád bal partján fekszik.

## Története
A falu a 14-15. század fordulóján keletkezett. 1427-ben Sáros vármegye adóösszeírásában „Ayathuagasa” néven említik először, ekkor 6 adózó portája volt, a palocsai uradalomhoz tartozott. Lakossága a 16. században elmenekült vagy elpusztult, később helyükre ruszinokat telepítettek ide. Ekkor szerepel mai nevén először „Haythofka” alakban. A palocsai uradalomhoz tartozott. Kicsi falunak számított, 1787-ben 27 háza volt 196 lakossal.
A 18. század végén Vályi András így ír róla: „HAJDÚKA. Hajduska. Tót falu Sáros Várm. földes Ura B. Palocsay Uraság, lakosai katolikusok, és ó hitűek, fekszik Plavnitzának szomszédságában, mellynek filiája, határja ha jol trágyáztatik, meglehetős termékenységű, fája, és legelője van.”
1828-ban 35 háza volt 271 lakossal. Lakói mezőgazdasággal, mészégetéssel és halászattal foglalkoztak.
Fényes Elek 1851-ben kiadott geográfiai szótárában így ír a faluról: „Hajtuvka, orosz falu, Sáros vmegyében, Szepes vmegye szélén, a Poprád mellett: 73 romai, 214 g. kath. lak., fűrész- és lisztmalmokkal; fenyves erdővel. F. u. b. Palocsay Horváth. Ut. p. Eperjes.”
Az első világháborúban 28 hajtókai harcolt, közülük öten estek el. A trianoni diktátum előtt Sáros vármegye Héthársi járásához tartozott.
Később is megőrizte mezőgazdasági jellegét, de lakói közül sokan Ólubló üzemeiben dolgoznak.

## Népessége
| Év:            | 1994. | 2004.    | 2014.    | 2024.   |
| -------------- | ----- | -------- | -------- | ------- |
| Emberek száma: | 109   | 91       | 76       | 75      |
| Eltérés:       |       | -16,51 % | -16,48 % | -1,31 % |

| Év:            | 2023. | 2024.   |
| -------------- | ----- | ------- |
| Emberek száma: | 69    | 75      |
| Eltérés:       |       | +8,69 % |

1910-ben 207, túlnyomórészt ruszin lakosa volt.
2001-ben 90 lakosából 84 szlovák volt.
2011-ben 79 lakosából 57 szlovák és 13 ruszin.

## Nevezetességei
- Szűz Mária Születése tiszteletére szentelt görögkatolikus temploma 1872-ben épült, 1932-ben és 1963-ban megújították.